# Faux pas
Faux pas ([fo pa]; francouzsky špatný krok) je označení situace, kdy někdo poruší všeobecně přijímaná (byť třeba nepsaná) pravidla společenského chování či dobrých mravů, obvykle tak, že o tom ani neví. Výraz je široce rozšířen po celém světě, ovšem jeho obsah se v pojetí různých kultur, sociálních vrstev, společností a míst liší. Např. pokud muž vstoupí do kostela, aniž by sňal pokrývku hlavy, dopouští se faux pas, avšak faux pas se dopustí také tehdy, když vejde bez patřičné pokrývky hlavy do synagogy. Za faux pas se ale považují i jiné situace. Například když je ve společnosti bezelstně řečeno něco, co mělo zůstat utajeno, nebo nevhodné oblékání dotyčné osoby pro určitou situaci.